# St. Mary's Village (Princes Town)
St. Mary's Village es una villa de Trinidad y Tobago, que forma parte de la región de Princes Town.

## Geografía
La villa abarca parte de la isla Trinidad y limita al norte con Indian Walk, Hindustan, George Village, Tableland y Río Claro (esta última localidad perteneciente a la región de Mayaro-Rio Claro), al sur con Basseterre y Canaree, al este con Mainfield (localidad perteneciente a la región de Mayaro-Rio Claro) y al oeste con Fifth Company y Barrackpore.

## Demografía
Datos demográficos de la villa de St. Mary's Village:
| Gráfica de evolución demográfica de St. Mary's Village entre 2000 y 2011 |
|                                                                          |